# إيلا هال
إيلا هال (بالإنجليزية: Ella Hall) هي ممثلة أمريكية، ولدت في 17 مارس 1896 في الولايات المتحدة، وتوفيت في 3 سبتمبر 1981 بلوس أنجلوس في الولايات المتحدة. بدأت مشوارها المهني سنة 1912.

## وصلات خارجية
- إيلا هال على موقع IMDb (الإنجليزية)
- إيلا هال على موقع أول موفي (الإنجليزية)
- إيلا هال على موقع قاعدة بيانات الأفلام السويدية (السويدية)
- إيلا هال على موقع قاعدة بيانات الفيلم (الإنجليزية)
- إيلا هال على موقع كينوبويسك (الروسية)